# Казімеж-Дольний
Казі́меж-До́льний, або Казимир (пол. Kazimierz Dolny, Казимир-Нижній) — місто в східній Польщі, розміщене на берегах річки Вісла на кордоні колишньої Люблінської землі. Тепер належить до Пулавського повіту Люблінського воєводства. Частина туристичного трикутника Пулави — Казімеж-Дольний — Наленчув.

## Географія
Казімеж-Дольний розміщений на східному березі Вісли, на західній околиці історичної Люблінської землі, на схід від Малопольської височини. Місто не має залізничного сполучення, найближча станція — в Пулавах.

## Історія
Казімеж вперше згадується у XII столітті, коли на одному з місцевих пагорбів існувало поселення Вітряна Гора (пол. Wietrzna Góra), що належало Бенедиктинцям. У 1181 році князь Польщі Казимир II Справедливий передав його разом з навколишніми селами норбертанським черницям з краківського Звіринця. Черниці змінили назву села на Казимир, на честь князя. Вперше з цим ім'ям населений пункт з'являється в літописі в 1249 році. Там і досі височить 19-метрова вежа. Побудована у XIII — поч. XIV ст., за руського князя Данила Романовича, або його сина Лева Даниловича, ця вежа служила оглядовим пунктом на західних рубежах держави. Будова вражає своїми масивними стінами, висіченими з опоки — місцевого різновиду вапняку. У нижній частині товщина стін сягає 4 метрів, а у верхній — 3. На башті розташований оглядовий майданчик…За словами М. Стрийковського, русини безперервно володіли Люблінською землею 57 років…. Пізніше до назви міста було додано прикметник Дольний (що означає нижній, долішній, тобто розміщений нижче за течією), щоб відрізнити місто від іншого єврейського Казімежа, що тепер є одним із районів Кракова. На початку XIV століття село перейшло у королівське володіння, і король Владислав I Локетек у 1325 році заснував там парафіяльний костел.
Заснування міста приписується синові Владислава, королю Казимиру III Великому, який надав Казимерові Магдебурзьке право в першій половині XIV століття. Пізніше за часів правління короля Ягайла місто зазнало значної розбудови, отримавши ринкову площу та вулиці. У той час прийняли рішення не будувати будинки на північній стороні ринкової площі, щоб не затуляти вид на церкву і замок. У XV столітті вперше згадується православна церква в місті.

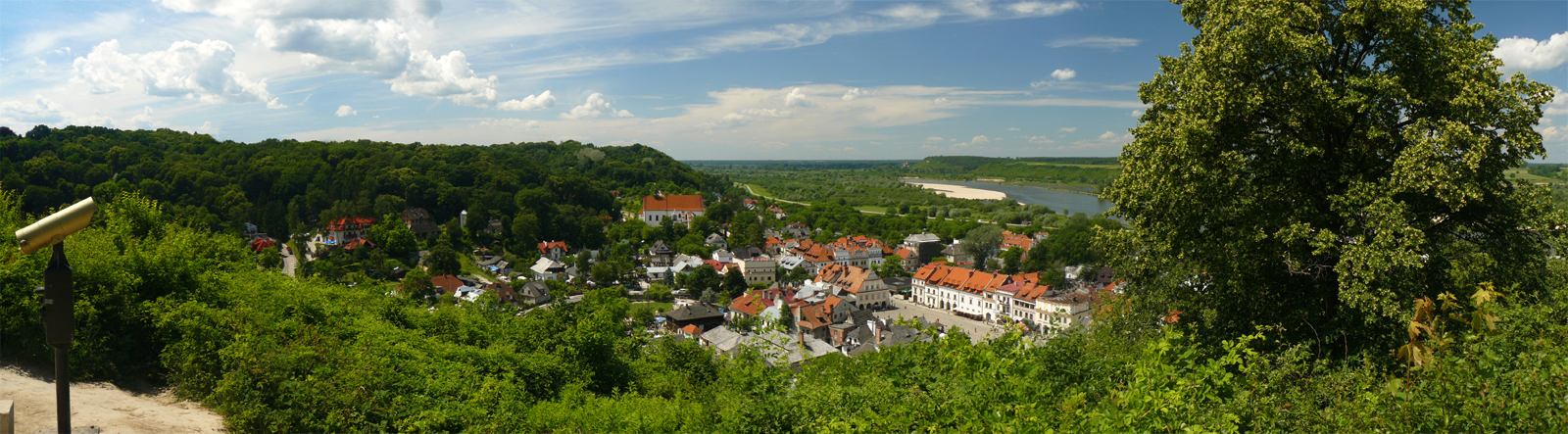
Казімеж-Дольний з гори Трьох хрестів

До 1474 року у складі Сандомирського князівства (згодом воєводства), Малопольської провінції, Королівства Яґеллонів (згодом Речі Посполіти). В 1474 році, на основі Сандомирського воєводства, створено було Люблінське воєводство. У 1501 році Казімеж-Дольний став домівкою старости і місто було передано у власність дворянської сім'ї Фірлей, залишаючись у їхніх руках до 1644 року. Фірлеї двічі перебудовували місто і замок, після пожеж 1561 і 1585 років. Також вони дбали про привілейований статус Казімежі як купецького міста, розташованого уздовж жвавої водної артерії Вісли. У 1628 році в місті оселились монахи-францисканці, збудувавши монастир та розширивши церкву.
Золота доба міста закінчилася в лютому 1656 року (див. Потоп), коли шведські війська на чолі з королем Карлом Х Густавом спалили і розграбували його. Кількість мешканців Казімежі скоротилася і король Ян III Собеський, намагаючись поліпшити ситуацію, дозволив у 1677 році вірменам, грекам та єврейським купцям оселитися там. У той же час важливість Вісли як транспортної артерії майже повністю знизилась через відсутність попиту на польське зерно в Західній Європі.
У 1795 році, після третього поділу Речі Посполитої з етнічних польських земель та українських Холмщини, Белзької землі територія опинилася під управлінням австрійської династії Габсбургів та отримала назву Нова, або Західна Галичина. Казімеж-Дольний був відрізаний від порту Гданська і перетворився на провінційне містечко. У 1803 році разом з Любліним та іншими землями місто увійшло до складу Королівство Галичини та Володимирії, яке мало певну автономію. У 1809 році після поразки австрійців у франко-російсько-австрійській війні згідно Шенбруннського миру увійшов до складу Варшавського герцогства. Після 1815 території Західної Галичини були розділені між Царством Польським під управлінням Російської імперії та Вільним містом Краків. 
18 квітня  1831 року поблизу Казімєж-Дольного, між російським загоном під командуванням генерала Кипріяна Крейца та польським військом під керівництвом генерала Юліана Серавского відбулася битва  при якій не отримавши підкріплення польські війська були розбиті. Польські війська втратили понад 2000 бійців, тоді як російські бл. 600. Частина польської армії змушена була відступити. Після цієї поразки поляки повністю втратили шанс на перемогу і низка сутичок за незалежність Польщі лише продовжувалась до 21 жовтня 1831 року, доки польські війська не були остаточно розбиті. Російський уряд вдався до жорстоких репресій проти учасників повстання, скасував конституцію Королівства і, одночасно, більшість ознак автономії польських земель (сейм, армію, елементи державності). 7 березня 1837 році Любінське воєводство було скасоване, а натомість було утворене Люблінська губернія. 
У 1869 році Казимир-Дольний втратив свої міські права, а наприкінці XIX століття став курортним містом. На околиці міста були побудовані вілли та пансіонати для відпочивальників, переважно з Любліна та Варшави. Правління Російської імперії закінчилося в 1915 році, коли місто було окуповане німецькою та австро-угорською арміями. Спочатку Казімеж-Дольний увійшов до Польського королівства під владою німців та австрійців. а згодом до складу Польської республіки. 
У 1927 році, вже в часи Другої Речі Посполитої, Казімеж-Дольний знову відновив свої права міста.
У 1940 році німці створили в місті єврейське гетто в якому знаходилось бл. 2 тис. осіб. У березні 1942 року гетто було ліквідовано, а його мешканці були перевезені до гетто в Ополе-Любельському. У липні 1944 року місто було зайняте радянськими підрозділами 69-ї та 7-ї самостійних гвардій кавалерійського корпусу  першого фронту Білоруських військ. Післявоєнна відбудова міста сталася завдяки  багато в чому завдяки зусиллям польського архітектора Карола Січенського, якому дав доручення тодішній міністр культури. У 2005 році йому посмертно присвоєно звання почесного громадянина Казимежа-Дольного. 8 вересня 1994 року місто зі збереженим торговим центром, розташованого на маршруті Вісла, за наказом Президента Республіки Лехи Валенси було офіційно зараховано до історичної спадщини Польщі.
27 квітня 1979 року за проектом Департаменту охорони природи Польської Академії наук у Кракові на території було створено Казимезький краєзнавчий парк. Починаючи з 2007 року в Казімежі щороку відбується фестиваль кіномистецтва «Два береги» (пол. Dwa Brzegi), виконавчим директором якого стала Гражина Торбицька.

## Демографія
Демографічна структура станом на 31 березня 2011 року:
|          | Загалом | Допрацездатний вік | Працездатний вік | Постпрацездатний вік |
| -------- | ------- | ------------------ | ---------------- | -------------------- |
| Чоловіки | 45      | 9                  | 33               | 3                    |
| Жінки    | 43      | 12                 | 24               | 7                    |
| Разом    | 88      | 21                 | 57               | 10                   |

## Відомі особистості
В поселенні померла:
- Марія Кунцевічова (1895—1989) — польська письменниця.

## Пам'ятки

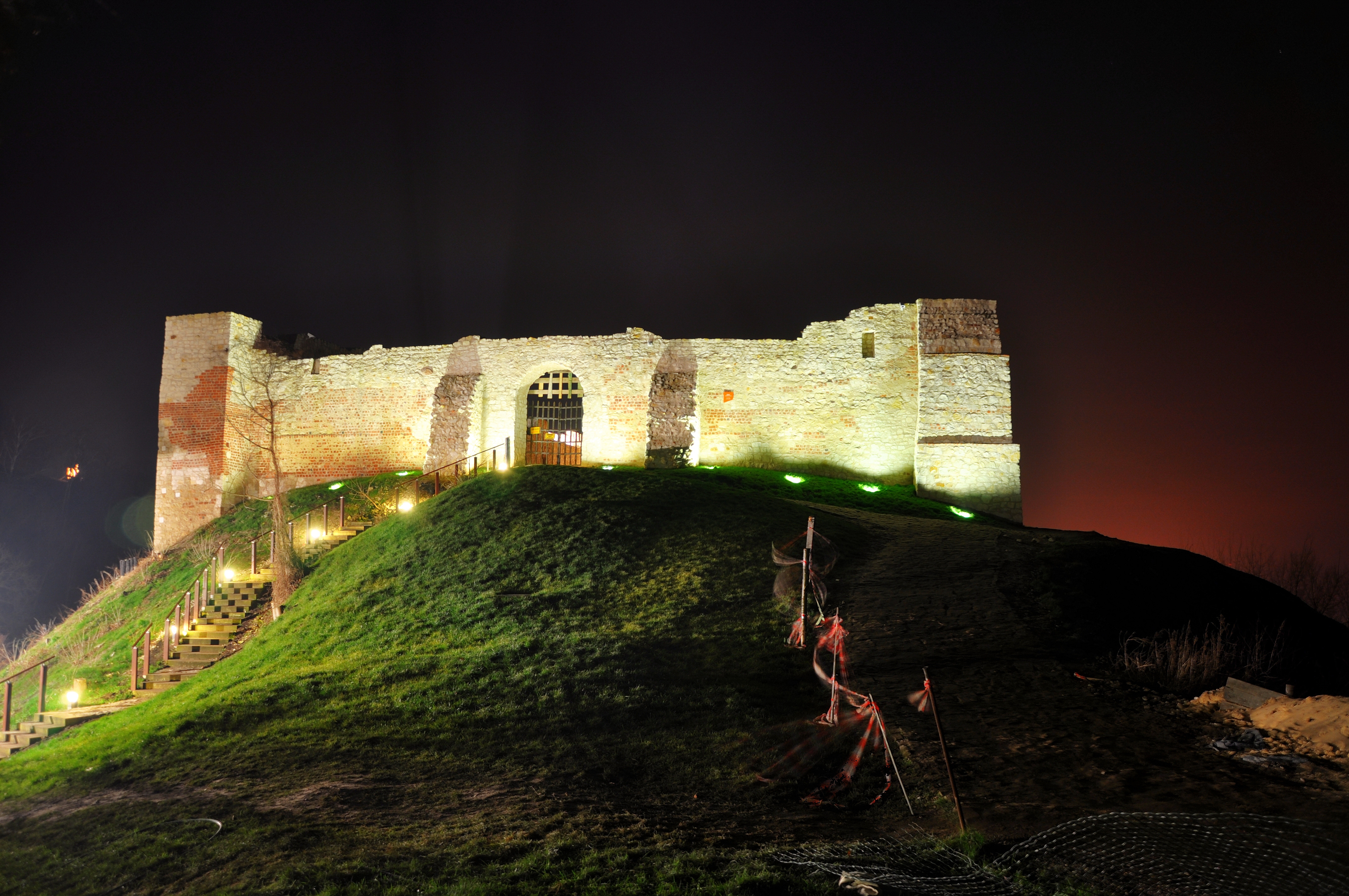
Руїни замку, 2013 рік

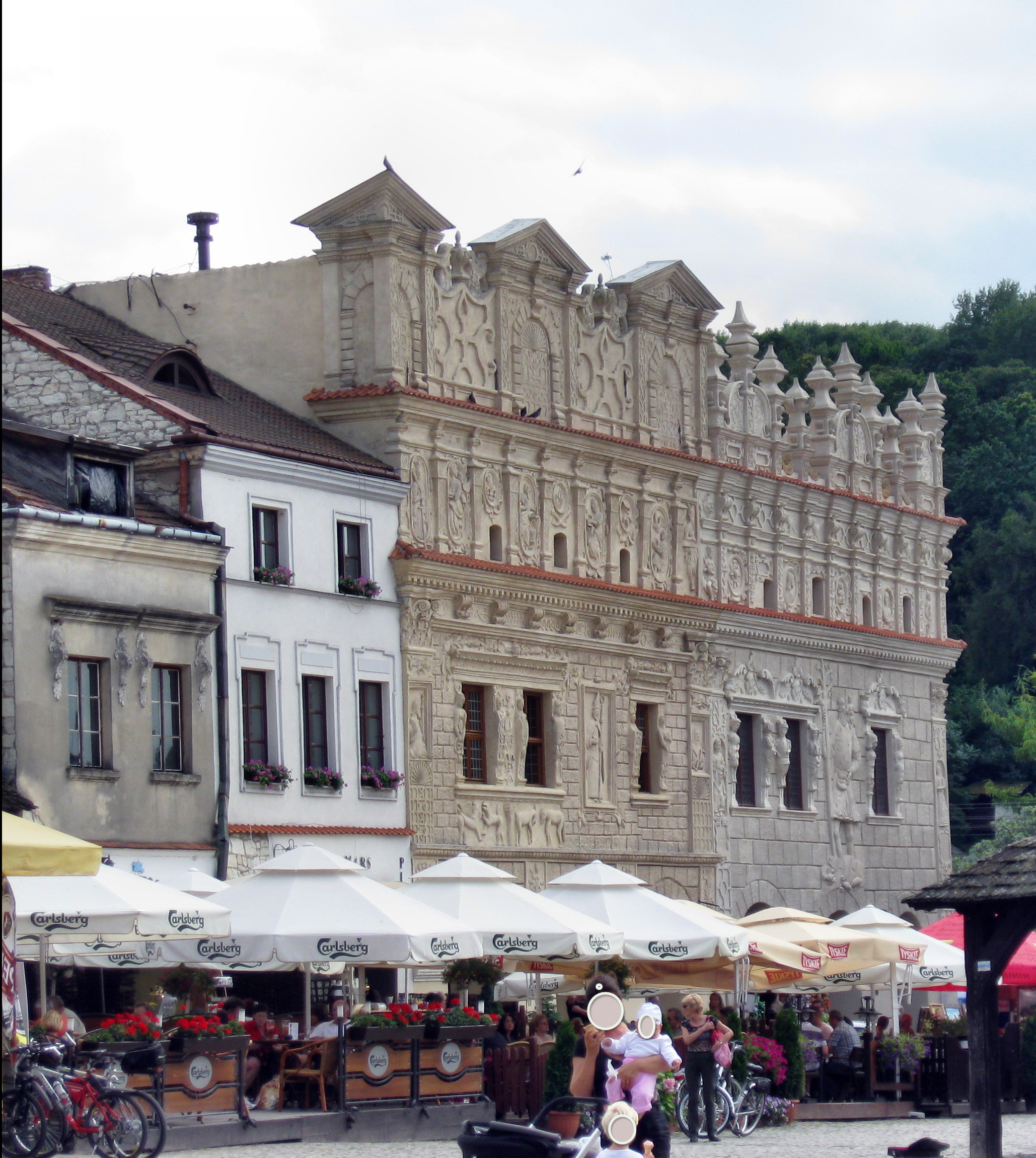
Площа Ринок, на задньому фоні будинки Пшибилів

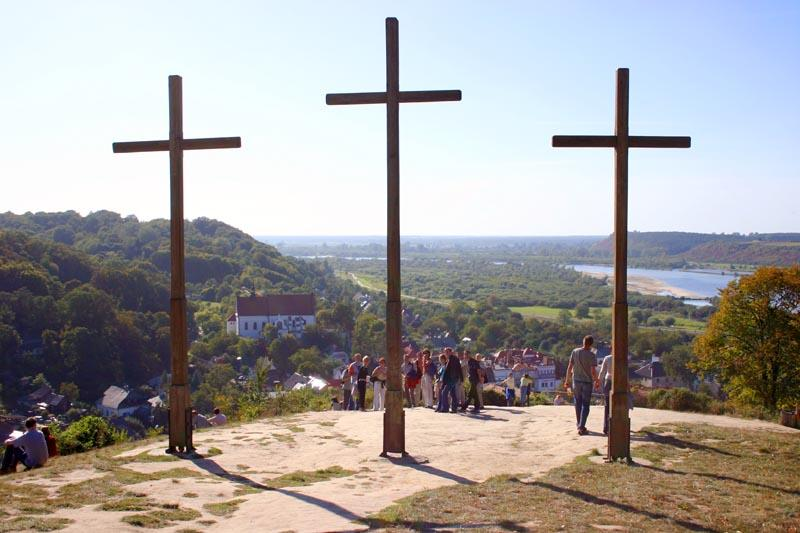
Гора Трьох Хрестів, на задньому фоні панорама міста

- Вежа — т. зв. стовп. Споруджена у XIII-поч. XIV ст. як західний бастіон Люблінської землі, найімовірніше за князювання Лева Даниловича;
- Парафіяльний костел Святих Іоана Хрестителя та Варфоломія — побудований у 1586—1589 роках;
  - орга́ни в модринових рамах — виготовлені 1620 року, одні з найстаріших у Польщі;
  - погруддя Миколи Пшибили, епоха ренесансу;
  - друкарня (верстат Санті Гуччі);
  - вівтар у стилі бароко;
  - кафедра з елементами стилю рококо, виготовлена 1615 року.
- Костел Святої Анни з 1671 року та шпиталь Святого Духа для бідних з 1635.
- Церква Благовіщення Пресвятої Діви Марії 1589 року та реформатський монастир 1638—1668 років, оточені муром XVII століття.
- Замок в Казімєжі Дольному — руїни замку XVI століття.
- Оборонна вежа 2-ї половини XIII—XIV ст.
- Будинки Пшибилів на ринковій площі, побудовані приблизно 1615 року в стилі маньєризму:
  - під Святим Миколаєм (реконструйований після війни під керівництвом Юзефа Ґославського);
  - під Святим Кшиштофом.
- Гданський будинок (на ринку), 1795 рік, стиль бароко.
- Білий будинок (на вулиці Сенаторській).
- Целейовський будинок (на вулиці Сенаторській), перебудований до 1630 року Бартоломеєм Целеєм, сьогодні тут знаходиться філія Надвіслянського музею.
- Комори:
  - «під Журавлем», II половина XVII століття, вул. Пулавська, 100.
  - хлібниця «короля Казимира», II половина XVII століття, вул. Пулавська, 70 (наразі використовується як готель).
  - комора Пєляка, XVII століття, вул. Пулавська, 66.
  - «під В'янушками», побудована у 80-их роках XVII століття, вул. Пулавська, 64 (наразі використовується як хостел).
  - комора Новаковського, II половина XVI — XVII століття, вул. Пулавська, 5.
  - «Близнюки», початок XVII століття, вул. Пулавська, 46.
  - комора Фюрштайна (Кшиштофа Пшибили) в пізньоренесансному стилі, XVI століття, вул. Пулавська, 40.
  - комора Улановських (Миколи Пшибили), побудована 1591 року, вул. Пулавська, 34 (наразі — Природничий музей).
  - зерносховище на вул. Тишкєвіча, 18 (під штукатуркою збереглося оздоблення сграффіто).
  - комора Кобялкі, 1636 рік, вул. Краківська, 61.
- Синагога, II половина XVIII століття.
- Каплиця з Замисленим Христосом, збудована 1588 роки поряд з Люблінськими воротами.
- Стара лазня (наразі — готель «Перлина Казимира»), збудована 1921 року за проектом Яна Віткевича.
- Руїни вілли Шукальського 1910 року, проект Яна Альбрехта.
- Гора Трьох Хрестів, як у Вільнюсі.